# Irina Slavina
Irina Slavina, nata Irina Vjačeslavovna Kolebanova e poi Murachtaeva da sposata (in russo Ирина Вячеславовна Мурахтаева?; Gor'kij, 8 gennaio 1973 – Nižnij Novgorod, 2 ottobre 2020), è stata una giornalista russa, attivista sociale e politica, direttrice del giornale on line Koza Press.
Il 2 ottobre 2020 si è suicidata auto-immolandosi per protesta di fronte alla Direzione principale del Ministero degli affari interni della Russia per l'Oblast' di Nižnij Novgorod (e di fronte alla stazione della metropolitana Gorkovskaja).

## Biografia
Irina Vjačeslavovna Kolebanova (conosciuta professionalmente come Irina Slavina) nacque a Go'rkij (ora Nižnij Novgorod), nell'allora Unione Sovietica, l'8 gennaio 1973. Si laureò presso l'Università pedagogica statale di Nižnij Novgorod nel 1997. Dal 1995 al 2003 lavorò come insegnante di lingua russa e letteratura russa presso le scuole di Nižnij Novgorod. Inoltre, studiò giornalismo presso l'Università dell'Accademia russa dell'educazione (URAO) e nel 2003 diventò giornalista.

## Attività sociale
Secondo Current Time TV, nel marzo 2019 un tribunale di Nižnij Novgorod multò Slavina di 20mila rubli, ritenendola colpevole di aver organizzato una marcia non autorizzata in memoria di Boris Nemcov. Nell'autunno del 2019, il tribunale di Nižnij Novgorod inflisse a Slavina una multa di 70mila rubli per la mancanza di rispetto nei riguardi delle autorità e della società (parte 3 dell'articolo 20.1 del codice amministrativo) in merito ad una sua proposta, sostenne il Partito Comunista della Federazione Russa, di rinominare diversamente una città legata a Stalin. Il capo del gruppo per i diritti umani di Agora, Pavel Čikov, richiamò invece l'attenzione sul fatto che Slavina era multata con la cifra più alta possibile. Colleghi e conoscenti della giornalista suggerirono che ciò fosse stato fatto per chiudere la testata che aveva un ruolo politico di opposizione.

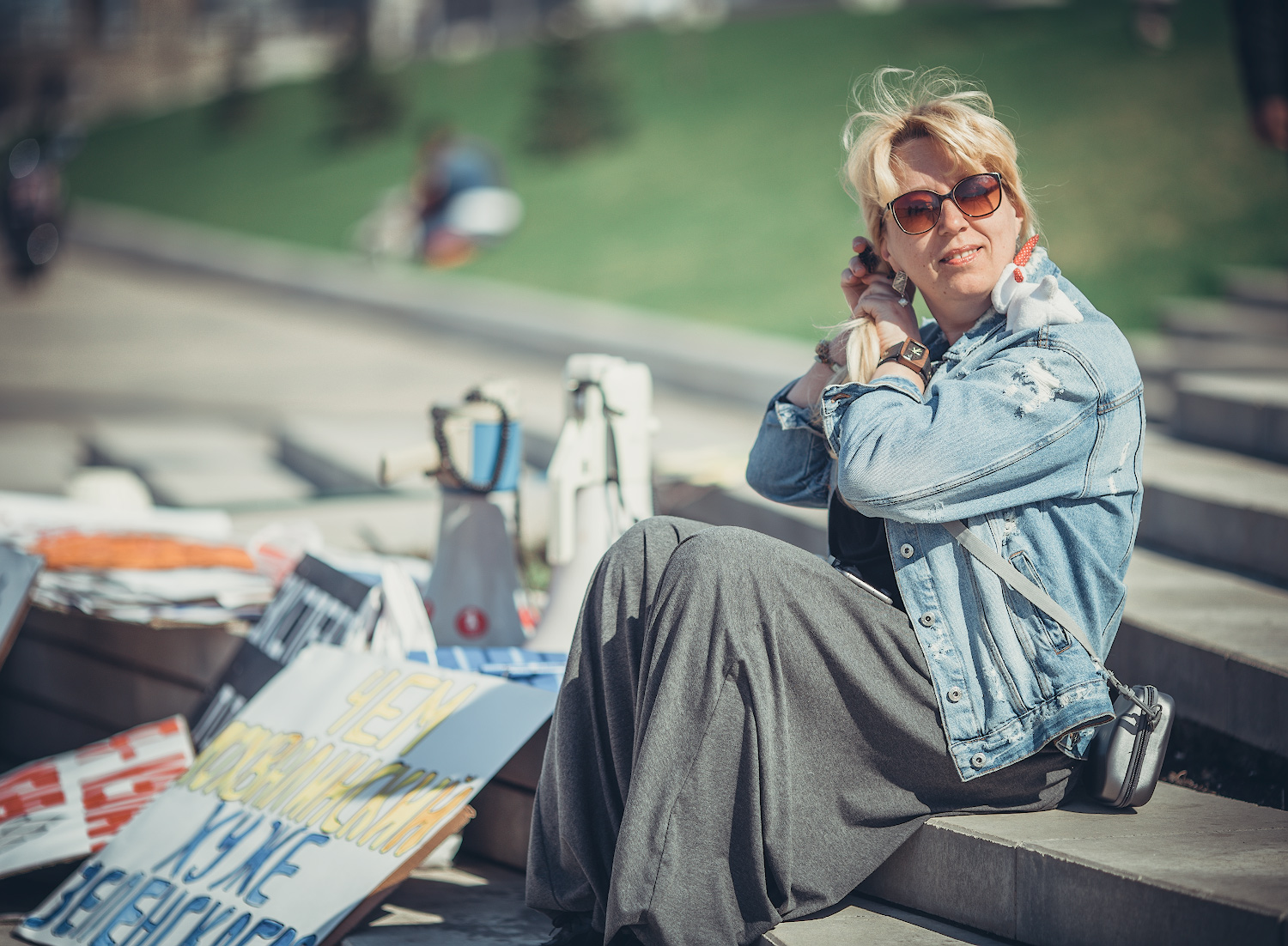
Irina Slavina nel 2019

Secondo MBH Media, nel giugno 2020, fu redatto un protocollo sulle notizie false contro Slavina (parte 9, articolo 13.15 del Codice amministrativo) a causa del materiale che uno dei capi dell'Accademia Sambo nella città di Kstovo, colpito dal SARS-CoV-2 di ritorno dall'Europa, contattò decine di persone infettandole. Le forze dell'ordine ritennero che Slavina avesse diffuso deliberatamente informazioni false.
Nell'agosto 2019, a Šachun'ja fu installata una targa commemorativa in memoria di Iosif Stalin, in occasione del 140º anniversario della sua nascita. Slavina, nel suo post su Facebook, suggerì di rinominare Šachun'ja, cambiando le ultime lettere del nome dell'insediamento, in modo che il risultato fosse una parola oscena. Nell'ottobre 2019, il Centro E del Ministero degli affari interni della Russia aprì un procedimento amministrativo per mancanza di rispetto nei confronti delle autorità e della società (parte 3 dell'articolo 20.1 del codice amministrativo) contro Slavina (Murachtaeva), responsabile della pubblicazione online Koza Press. Nel giugno 2020 fu redatto un protocollo amministrativo contro Slavina sulla diffusione di informazioni deliberatamente false (parte 9 dell'articolo 13.15 del Codice amministrativo della Federazione Russa) per la pubblicazione di informazioni sulla COVID-19.
Nel luglio 2020, Slavina venne multata per aver pubblicato informazioni sul forum Svobodnye ljudi.

## Attività politica
Nel giugno 2016, insieme ad Aschat Kajumov e Andrej Chomov, Slavina era a capo della lista del partito Jabloko alle elezioni per l'Assemblea legislativa dell'Oblast' di Nižnij Novgorod.
Nel 2016, come candidata del partito Jabloko, partecipò alle elezioni per la Duma di Stato della Federazione Russa nel distretto a mandato unico di Priokskij dell'Oblast di Nižnij Novgorod e si classificò 8a su 10, ottenendo 3.468 voti (1,28%).

## Attività giornalistica
Irina Murachtaeva ha usato lo pseudonimo creativo Irina Slavina per le sue attività giornalistiche.
Dal 2003 al 2011 è stata giornalista a Nižegorodskaja Pravda, il giornale ufficiale del governo dell'oblast' Nižnij Novgorod.
Nel 2015 fondò e diresse il quotidiano online indipendente “Koza Press”, che copriva gli eventi e i problemi sociali e politici dell'Oblast' di Nižnij Novgorod.

## Auto-immolazione

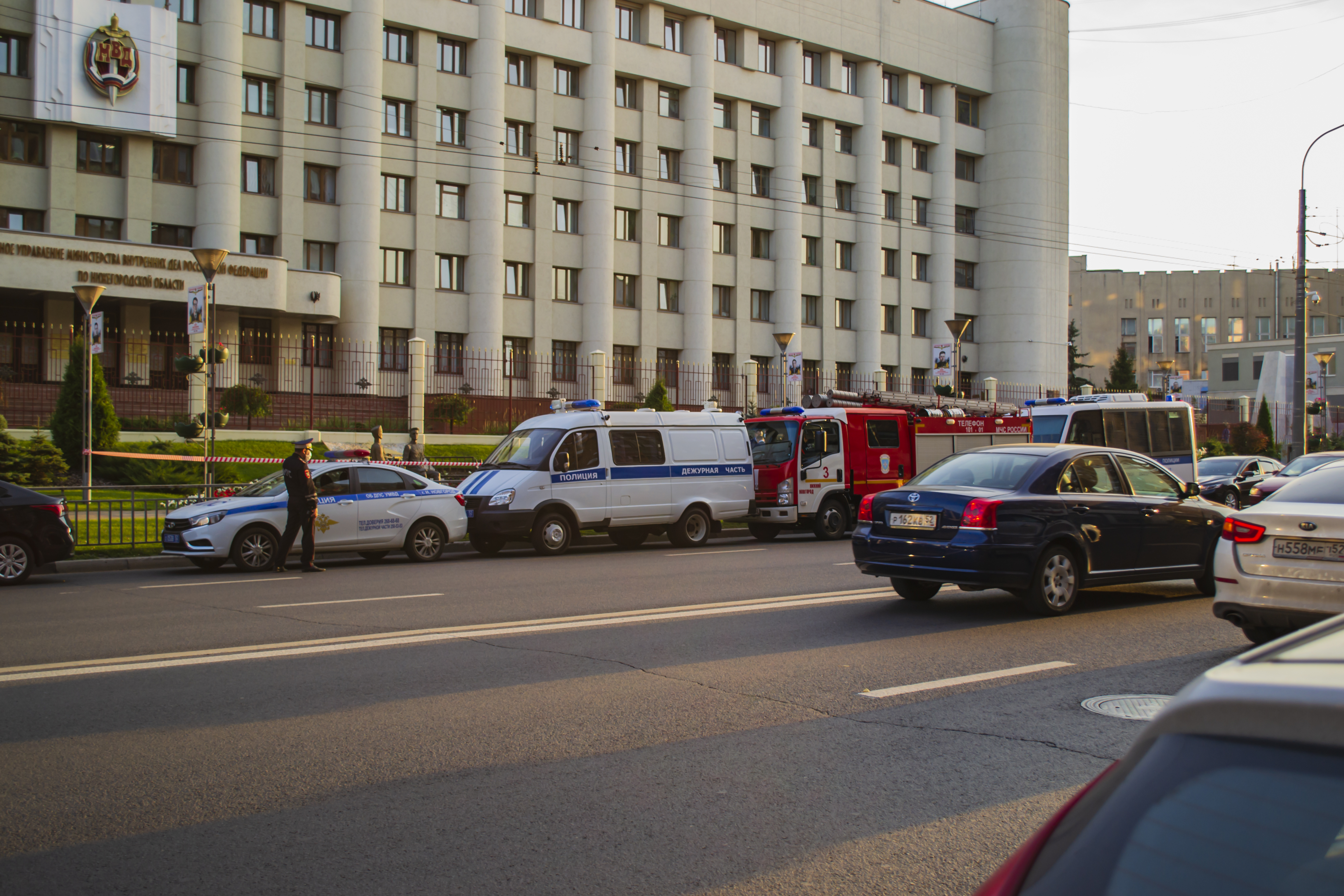
Veicoli di emergenza vicino alla sede centrale della polizia di Nižnij Novgorod

Il 2 ottobre 2020, alle 15:30, Slavina morì dandosi fuoco davanti all'edificio della polizia dell'Oblast di Nižnij Novgorod. Nel suo ultimo post su Facebook, Slavina chiese "alla Federazione Russa di essere incolpata della sua morte".
Il giorno prima, la casa di Slavina era stata perquisita nell'ambito di un procedimento penale ai sensi dell'articolo sulle attività di un'organizzazione indesiderata (articolo 284.1 del codice penale della Federazione Russa), avviato contro Michail Iosilevič. Le forze dell'ordine avevano portato via l'apparecchiatura elettronica a Slavina, poi la giornalista era stata prelevata per essere interrogata. Dopo il raid, Slavina aveva scritto che “cercavano opuscoli, volantini, fatture di Open Russia, forse un'icona con il volto di Michail ChodorkovskIJ... non ho niente di tutto questo", e che avevano sequestrato "le chiavette, il mio laptop, il laptop di mia figlia, il computer, i telefoni - non solo i miei, ma anche quelli di mio marito - un mucchio dei miei taccuini che ho scarabocchiato. Sono rimasta senza i mezzi di produzione”.

### Reazioni
In città venne effettuata una manifestazione con una sessantina di persone in memoria di Slavina.  L'autoimmolazione di Slavina attirò l'attenzione sia della stampa russa che di quella straniera. Gli osservatori notarono che la persecuzione dei giornalisti indipendenti in Russia era associata al desiderio delle autorità di proteggersi dalle critiche. Subito dopo la pubblicazione della notizia della morte di Slavina, il suo sito web venne chiuso.
Le autorità russe locali dichiararono pubblicamente che non c'era "alcuna base" per collegare la sua morte alle irruzioni della polizia e hanno affermato che era solo una testimone, e non una sospetta, nell'indagine.
Il leader dell'opposizione Aleksej Naval'nyj affermò: "Un procedimento penale è stato inventato contro Slavina con un'accusa politica. Ieri, la sua casa è stata perquisita, le porte sono state tagliate e i computer confiscati... L'hanno assolutamente spinta al suicidio". Il critico del Cremlino Il'ja Jašin sostenne: "Tutti questi casi di polizia che si diverte, questi spettacoli di uomini in maschera - questi non sono giochi. Il governo sta veramente distruggendo le persone psicologicamente".

## Vita privata
Slavina era sposata con Aleksej Viktorovič Murachtaev. Due figli: il figlio Vjačeslav e la figlia Margarita.

## Memoria
I monumenti naturali alla memoria di Irina Slavina a Nižnij Novgorod iniziarono a essere creati dai cittadini quasi immediatamente dal giorno della sua morte, il 2 ottobre. Le persone premurose portarono costantemente fiori, fotografie di Irina, accesero candele e lampade. Una specie di cenotafio fu formato nel luogo della sua autoimmolazione vicino alla composizione scultorea chiamata Na straže Zakona vo vse vremena (autore Sergej Kleščëv, 2015), che raffigura poliziotti seduti su tre panchine, oltre a un cane guida.
Il secondo memoriale apparve presso la scultura Vesënaja koza, che nel 2005 venne installata nell'area della ulica Bol'šaja Pokrovskaja nella Teatral'naja ploščad'. L'immagine della capra Dereza si riferiva direttamente all'edizione online di Irina Slavina "Koza Press".
Nei primi giorni dopo la morte della giornalista, le autorità di Nižnij Novgorod lottarono attivamente contro i memoriali delle persone, ripulendoli da fiori, candele, fotografie e manifesti. Successivamente, il governatore della regione di Nižnij Novgorod, Gleb Nikitin, vietò su Instagram la rimozione dei fiori dal luogo della sua morte.
Una piazza è stata dedicata alla memoria di Irina Slavina a Nižnij Novgorod all'incrocio tra le strade Lopatina e Verchnepečërskaja, non lontano dalla casa in cui viveva. Amici della giornalista piantarono varie piante ornamentali su un pezzo di terra che Slavina aveva precedentemente aiutato a difendere dallo sviluppo.
Il 3 novembre 2020 è apparso a Nižnij Novgorod un pannello in ceramica raffigurante la giornalista defunta. Un artista con il soprannome "Banksy di Novgorod", ha collocato un nuovo oggetto d'arte sulla facciata di un edificio a più piani nel microdistretto di Verchnie Pečëry, dove viveva la Slavina. Tuttavia, meno di un giorno dopo, la targa commemorativa scomparve, essendo stata trafugata e distrutta da ignoti vandali, come ha raccontato l'amica della giornalista Irina Enikeeva.
Nel 2021, la memoria della giornalista è stata onorata a Mosca, i manifestanti si riunirono presso l'ufficio di rappresentanza della regione di Nižnij Novgorod.
Il 3 ottobre 2022, nell'anniversario della sua morte, la figlia Margarita Murachtaeva è apparsa in una manifestazione che la polizia ha denunciato per "discredito dell'esercito russo".

### Nella musica
Il 3 ottobre 2020, Vitalij Demidenko, membro del gruppo rock Louna, ha dedicato alla memoria della giornalista la canzone Molčanie jagnjat che ha scritto.
L'8 dicembre 2020, il videoclip ufficiale della band Nogu Svelo! (capo Maks Pokrovskij) alla canzone Pora protaščat'sja, 2020, menziona tra gli eventi più significativi dell'anno la morte di Irina Slavina.
Il 26 febbraio 2021, il gruppo rock "Slot" ha pubblicato l'album Instinkt vyživanija, che includeva la canzone "Norma"; la canzone contiene questo testo: "Bruciati vivo davanti a una folla cieca ", che è un riferimento al suicidio di Irina Slavina.
Il 26 marzo 2021, il gruppo rock Severnyj flot ha pubblicato l'album 2020, che includeva la canzone Moj gori ogon', dedicata a Irina Slavina.
Il 19 settembre 2024, il gruppo metal bolognese Disease Illusion pubblica l'album "Plastic Ocean" che contiene il brano "Our Lady of Self-Defense" a proposito della vicenda di Irina Slavina e dell'oppressione russa sui mezzi di informazione.